# Näs socken, Gotland
Näs socken ingick i Gotlands södra härad, ingår sedan 1971 i Gotlands kommun och motsvarar från 2016 Näs distrikt.
Socknens areal är 37,03 kvadratkilometern varav 36,93 land. År 2020 fanns här 170 invånare. Sockenkyrkan Näs kyrka ligger i socknen. 

## Administrativ historik
Näs socken har medeltida ursprung. Socknen tillhörde Grötlinge ting som i sin tur ingick i Hoburgs setting i Sudertredingen.
Vid kommunreformen 1862 övergick socknens ansvar för de kyrkliga frågorna till Näs församling och för de borgerliga frågorna bildades Näs landskommun. Landskommunen inkorporerades 1952 i Havdhems landskommun och ingår sedan 1971 i Gotlands kommun. Församlingen uppgick 2010 i Havdhems församling.
1 januari 2016 inrättades distriktet Näs, med samma omfattning som församlingen hade 1999/2000.  
Socknen har tillhört samma fögderier och domsagor som Gotlands södra härad. De indelta båtsmännen tillhörde Gotlands andra båtsmanskompani.

## Geografi
Näs socken ligger vid sydvästra kusten av Gotland och omfattar halvön Näsudden. Socknen är en öppen slättbygd med strandhedar.
En av Sveriges största etableringar av vindkraftverk finns på Näsudden och i havet utanför.

### Gårdsnamn
Amfunds, Annexen, Båtels, Drakarve, Gans, Jakobs, Levide, Lingsarve, Martarve, Ogges tomt, Olsvenne, Rangsarve, Siglajvs Lilla, Siglajvs Stora, Sigsarve, Sigvards, Skåls, Tomsarve.

## Fornlämningar
Från stenåldern finns boplatser och från bronsåldern några gravrösen. Från järnåldern finns ett gravfält och flera sliprännestenar. Tre runristningar och ruinerna av ett medeltidslott, Vigeslott är noterade. Ett fynd bestående av 244 silvermynt har också gjorts i Näs socken.

## Namnet
Namnet (1296 Nes) syftar på näset socknen omfattar.

## Befolkningsutveckling
| Befolkningsutvecklingen i Näs socken, Gotland 1750–2020 | Befolkningsutvecklingen i Näs socken, Gotland 1750–2020 | Befolkningsutvecklingen i Näs socken, Gotland 1750–2020 | Befolkningsutvecklingen i Näs socken, Gotland 1750–2020 | Befolkningsutvecklingen i Näs socken, Gotland 1750–2020 |
| --- | ------------------------------------------------------- | ------------------------------------------------------- | ------------------------------------------------------- | ------------------------------------------------------- |
| |                                                         |                                                         |                                                         |                                                         |
| År |                                                         |                                                         | Folkmängd                                               |                                                         |
| 1750 | 1750                                                    |                                                         | 262                                                     |                                                         |
| 1760 | 1760                                                    |                                                         | 296                                                     |                                                         |
| 1769 | 1769                                                    |                                                         | 295                                                     |                                                         |
| 1780 | 1780                                                    |                                                         | 322                                                     |                                                         |
| 1790 | 1790                                                    |                                                         | 302                                                     |                                                         |
| 1800 | 1800                                                    |                                                         | 333                                                     |                                                         |
| 1810 | 1810                                                    |                                                         | 363                                                     |                                                         |
| 1820 | 1820                                                    |                                                         | 376                                                     |                                                         |
| 1830 | 1830                                                    |                                                         | 399                                                     |                                                         |
| 1840 | 1840                                                    |                                                         | 421                                                     |                                                         |
| 1850 | 1850                                                    |                                                         | 446                                                     |                                                         |
| 1860 | 1860                                                    |                                                         | 449                                                     |                                                         |
| 1870 | 1870                                                    |                                                         | 452                                                     |                                                         |
| 1880 | 1880                                                    |                                                         | 463                                                     |                                                         |
| 1890 | 1890                                                    |                                                         | 408                                                     |                                                         |
| 1900 | 1900                                                    |                                                         | 376                                                     |                                                         |
| 1910 | 1910                                                    |                                                         | 382                                                     |                                                         |
| 1920 | 1920                                                    |                                                         | 369                                                     |                                                         |
| 1930 | 1930                                                    |                                                         | 369                                                     |                                                         |
| 1940 | 1940                                                    |                                                         | 338                                                     |                                                         |
| 1950 | 1950                                                    |                                                         | 357                                                     |                                                         |
| 1960 | 1960                                                    |                                                         | 320                                                     |                                                         |
| 1970 | 1970                                                    |                                                         | 283                                                     |                                                         |
| 1980 | 1980                                                    |                                                         | 239                                                     |                                                         |
| 1990 | 1990                                                    |                                                         | 216                                                     |                                                         |
| 2000 | 2000                                                    |                                                         | 196                                                     |                                                         |
| 2010 | 2010                                                    |                                                         | 159                                                     |                                                         |
| 2020 | 2020                                                    |                                                         | 170                                                     |                                                         |
| Anm: Källor: Umeå universitet - Tabellverket 1749-1859, Demografiska databasen, CEDAR, Umeå universitet, Befolkningsutvecklingen i Gotlands socknar 2000 - 2010, Folkmängden per distrikt, landskap, landsdel eller riket efter kön. År 2015 - 2022. |                                                         |                                                         |                                                         |                                                         |

### Fotnoter
1. 1 2  Svensk Uppslagsbok andra upplagan 1947–1955: Näs socken
2. ↑  ”Folkmängden per distrikt, landskap, landsdel eller riket efter kön. År 2015 - 2022”. Statistikdatabasen. Statistiska centralbyrån. http://www.statistikdatabasen.scb.se/pxweb/sv/ssd/START__BE__BE0101__BE0101A/FolkmangdDistrikt/. Läst 23 april 2023.
3. ↑  Harlén, Hans; Harlén Eivy (2003). Sverige från A till Ö: geografisk-historisk uppslagsbok. Stockholm: Kommentus. Libris 9337075. ISBN 91-7345-139-8
4. ↑  ”Församlingar”. Statistiska centralbyrån. https://www.scb.se/hitta-statistik/regional-statistik-och-kartor/regionala-indelningar/forsamlingar/. Läst 30 december 2022.
5. ↑  Administrativ historik för Näs socken (Klicka på församlingsposten). Källa: Nationella arkivdatabasen, Riksarkivet.
6. ↑  Om Gotlands båtsmanskompani
7. 1 2  Sjögren, Otto (1931). Sverige geografisk beskrivning del 2 Östergötlands, Jönköpings, Kronobergs, Kalmar och Gotlands län. Stockholm: Wahlström & Widstrand. Libris 9939
8. 1 2 3  Nationalencyklopedin
9. ↑  Förteckning över slipskåror
10. ↑  Fornlämningar, Statens historiska museum: Näs socken, Gotland
11. ↑  Fornminnesregistret, Riksantikvarieämbetet: Näs socken, Gotland Fornminnen i socknen erhålls på kartan genom att skriva in sockennamn (utan "socken") i "Ange geografiskt område"
12. ↑  Harrison, Dick (2007). Vikingaliv. Natur och kultur. sid. 186. ISBN 978-91-27-35725-9. Läst 5 augusti 2025
13. ↑  Mats Wahlberg, red (2003). Svenskt ortnamnslexikon. Uppsala: Institutet för språk och folkminnen. Libris 8998039. ISBN 91-7229-020-X. https://isof.diva-portal.org/smash/get/diva2:1175717/FULLTEXT02.pdf